# One Punch O'Toole
Pour plus de détails, voir Fiche technique et Distribution.
One Punch O'Toole est un court métrage américain réalisé par Sigmund Neufeld, sorti en 1931.

## Fiche technique
- Titre original : One Punch O'Toole
- Réalisation : Sigmund Neufeld
- Scénario : Scott Darling
- Son : Buddy Myers
- Production : Sigmund Neufeld
- Société de production : Tiffany Productions
- Société de distribution : Tiffany Productions
- Pays d'origine :  États-Unis
- Langue originale : anglais
- Format : Noir et blanc  — 35 mm — 1,20:1 — son mono
- Genre : Comédie
- Durée : 18 minutes
- Dates de sortie : États-Unis : 23 mars 1931

## Distribution
- Paul Hurst : "One Punch" O'Toole
- Pert Kelton
- Eddie Boland
- Aggie Herring